# Подлесник красноцветковый
Подле́сник красноцветко́вый (лат. Sanīcula rubriflōra) — вид травянистых растений рода Подлесник (Sanicula) семейства Зонтичные (Apiaceae).

## Ботаническое описание
Многолетнее травянистое растение высотой до 1 м. Корневище толстое, чёрное. От корневища отходят волокнистые корни.
Прикорневые листья многочисленные, длиной 13—55 см, округлой либо серцевидно-почковидной формы. Стеблевые листья  — сидячие, разделены на три части.
Соцветие  — многоцветковый зонтик на цветоножках длиной 3—15 см. Тычиночные цветки на ножках, количеством до 20; пестичные цветки  — сидячие, количеством от трёх до пяти. Лепестки тёмно-красного цвета.
Плод длиной до 6 мм, яйцевидной формы, густо покрытый крючковатыми щетинками. Цветёт в июне, плодоносит в августе.
Описан из Хабаровска.
Число хромосом 2n = 26.
Цветёт с мая по начало июня, плоды созревают в июле.

## Распространение и экология
В России встречается на Дальнем Востоке. Вне России обитает в Японии, Китае, на Корейском полуострове.
Произрастает в ильмовых, ясеневых лесах, встречается в дубравах и ивняках, на берегах рек и лесных опушках.

## Химический состав
Растение собранное в фазе отцветания содержало (от абсолютно сухой массы): 14,0 % золы, 16,6 % протеина, 4,6 % жира, 46,5 % БЭВ, 6,2 % сахаров.

## Значение и применение
Подножный корм для крупного рогатого скота. В мае и августе поедается удовлетворительно. В июне отлично, в июле хорошо. Сочные листья долго остаются зелёными и хорошо поедаются в сентябре. Лошади не едят. Отмечено поедание изюбрем (Cervus elaphus xanthopygus) и косулей (Capreolus). При преобладании в травостое может давать до 130—430 кг/га сырой или 19—60 кг/га сухой массы, процент усушки — 86.

## Охранный статус
Занесен в Красную книгу Амурской области и Красную книгу Еврейской автономной области.